# 오랫동안 당신을 기다렸습니다
《오랫동안 당신을 기다렸습니다》는 2023년 7월 26일부터 2023년 9월 7일까지 방송되었던 ENA 수목 드라마였다.

## 프로그램 소개
살인 사건 진범을 쫓던 형사가 가족의 감춰진 비밀과 욕망을 마주하게 되는 진실 추적극

## 제작진

### 제작사
- 삼화네트웍스

### 극본
- 권민수 : KBS 2TV 주말 드라마 《보디가드》(집필), SBS 수목 드라마 《사랑은 기적이 필요해》(공동 집필), KBS 2TV 월화 드라마 《꽃피는 봄이 오면》(집필), KBS 2TV 아침 드라마 《엄마도 예쁘다》(집필), KBS 2TV 수목 드라마 《칼과 꽃》(집필), MBN 수목 드라마 《우아한 가》(집필) 집필

### 연출
- 한철수 : MBC 아침 드라마 《맏이》(공동 연출), MBC 수목 드라마 《이브의 모든 것》(공동 연출), MBC·도쿄방송 합작 드라마 《프렌즈》(공동 연출), MBC 아침 드라마 《그대 아직도 꿈꾸고 있는가》(공동 연출), MBC 아침 드라마 《열정》(연출), MBC 주말 특별 기획 드라마 《9회말 2아웃》(연출), SBS 월화 드라마 《식객》(공동 연출), MBN 토일 드라마 《사랑도 돈이 되나요》(연출), JTBC 일일 드라마 《귀부인》(연출), MBC 주간 드라마 《마이 리틀 베이비》(연출), MBN 수목 드라마 《우아한 가》(연출), SBS 금토 드라마 《어게인 마이 라이프》(연출) 연출
- 김용민 : Mnet 《스타 시크릿 라이프》(공동 연출), E채널 《빅 히트》(공동 연출), tvN 일일 드라마 《노란 복수초》(조연출), tvN 일일 드라마 《유리 가면》(공동 연출), MBC 아침 드라마 《잘났어, 정말!》(공동 연출), MBC 드라마넷 《태양의 도시》(조연출), MBC 아침 드라마 《훈장 오순남》(공동 연출), MBC 일일 드라마 《비밀과 거짓말》(공동 연출), MBC 일일 드라마 《용왕님 보우하사》(공동연출), MBC 일일 드라마 《찬란한 내 인생》(연출) 연출

## 출연진
- (†) 표시는 드라마 상에서 최종적으로 사망한 인물이다.

### 주요 인물
- 나인우 : 오진성 역 - 우진 경찰서 형사, 일명 ‘오진상’. 안 해도 될 일까지 자처하는 유쾌한 우진 경찰서의 오지라퍼. 연쇄살인사건의 특별 수사팀으로 전출되면서 고영주, 차영운과 함께 수사에 나선다. 영주의 친구.
- 김지은 : 고영주 역 - 수단과 방법을 가리지 않고 범인을 옭아매는 불도저 검사, 불의는 불의를 통해서라도 응징해야 한다는 원칙주의자. 진성의 친구.
- 권율 : 차영운 역 (851124) - 영주의 중앙지검 검사 동료, 진진그룹의 외아들이자 엘리트 검사로 출세 가도를 달리고 있는 인물. 솔직하고 당찬 후배인 고영주에게 설렘을 느낀다. 살인사건 수사에 합류한 진성과 영주를 사이에 두고 라이벌 구도를 형성한다. 정숙의 아들.  《어머니 유정숙에게는 외아들, 아버지 차진철에게는 차남이다.》
- 배종옥 : 유정숙 역 - 영운의 어머니, 곧은 신념과 완벽한 실력으로 존경을 받는 진진 메디컬의 병원장.
- 이규한 : 박기영 역 (850616) - 영운의 친구, 워커홀릭 검찰청 출입기자.  《아버지 차진철에게는 장남이다.》
- 정상훈 : 배민규 역 - 유력 국회의원 아들이자, 돈이 권력인 양 갑질을 일삼는 안하무인 치과의사.

### 진성의 가족
- 장혜진 : 홍영희 역 - 진성과 진우의 어머니, 포구 식당을 운영하며, 연하남 내과의사 닥터 추 앞에서는 여자이고 싶은 철없는 중년.
- 최민기 : 오진우 역 (†) (1회 ~ 4회) - 진성의 의붓남동생, 누구보다 형을 좋아하고, 가족의 행복이 인생의 전부다.  《아버지 차진철에게는 삼남이다.》

### 우진시 인물
- 김희정 : 피장미 역 - 영주의 어머니, 검사 미용실 원장. 닥터 추와의 황혼 로맨스를 꿈꾼다.
- 김형묵 : 추영춘 역 - 우진 내과 의사, 일명 '닥터 추'. 영희와 장미의 열렬한 구애를 받는 중.
- 이설구 : 반장 역 - 경북우진경찰서 형사2팀 반장.
- 권용덕 : 이 형사 역 - 경북우진경찰서 형사2팀 형사
- 주 우 : 한 형사 역 - 경북우진경찰서 형사2팀 형사

### 특별수사본부
- 정가희 : 양희주 역 - 서울중앙지검 검사.
- 나인규 : 육정태 역 - 서울서초경찰서 강력1팀 형사(경감).
- 박현숙 : 백미자 역 - 검찰수사관.
- 권도균 : 박도혁 역 - 검찰수사관.

### 진진그룹
- 최광일 : 차진철 역 - 진진그룹 회장. 차영운의 아버지
- 김철기 : 정우노 역 - 진진그룹 비서실 비서

### 배민규 주변 인물
- 송승하 : 이은별 역 - 영화배우. 배민규의 애인.
- 김지완 : 이성용 역 - 배민규 덴탈클리닉 간호조무사
- 김종구 : 배태욱 역 - 국회의원. 배민규의 아버지.

### 그 외 인물
- 박철민 : 목동만 역 - 서울서초경찰서 교통안전1팀장(경정)
- 현우성
- 박완규 : 호철 역
- 최범호 : 유정숙, 정우노의 변호인 역
- 안시하 : 마리 역
- 미상 : 박기영의 친모 역
- 미상 : 가사도우미 역
- 임지찬 : 이상민 역

### 특별 출연
- 민경진
- 김진우 : 프로파일러 역

## 시청률
최저 시청률과 최고 시청률은 시청률 조사회사와 지역별로 시청률에 차이가 있을 수 있습니다.
| 2023년 | 2023년   | 2023년      | 2023년      | 2023년 |
| 회차   | 방송일   | 닐슨 시청률 | 닐슨 시청률 |        |
| 회차   | 방송일   | 한국(전국)  | 수도권      |        |
| ------ | -------- | ----------- | ----------- | ------ |
| 1회    | 7월 26일 | 1.405%      | 1.350%      |        |
| 2회    | 7월 27일 | 1.827%      | 1.818%      |        |
| 3회    | 8월 2일  | 2.032%      | 2.142%      |        |
| 4회    | 8월 3일  | 2.054%      | 2.164%      |        |
| 5회    | 8월 9일  | 2.412%      | 2.602%      |        |
| 6회    | 8월 10일 | 2.663%      | 2.750%      |        |
| 7회    | 8월 16일 | 2.621%      | 3.069%      |        |
| 8회    | 8월 17일 | 2.548%      | 2.471%      |        |
| 9회    | 8월 23일 | 2.778%      | 2.903%      |        |
| 10회   | 8월 24일 | 2.550%      | 2.736%      |        |
| 11회   | 8월 30일 | 3.597%      | 3.587%      |        |
| 12회   | 8월 31일 | 2.978%      | 2.907%      |        |
| 13회   | 9월 6일  | 3.598%      | 3.581%      |        |
| 14회   | 9월 7일  | 4.114%      | 4.691%      |        |

## 수상 목록
- 2023년 제14회 코리아 드라마 어워즈 여자 우수 연기상 (김지은)